# الفرقة الشرقية لهنود الشيروكي
الفرقة الشّرقية لهنود الشيروكي (EBCI)، ( الشيروكي : ᏣᎳᎩᏱ ᏕᏣᏓᏂᎸᎩ، Tsalagiyi Detsadanilvgi ) هي قبيلة هندية معترف بها فدراليًا ومقرّها في ولاية كارولينا الشمالية الغربية في الولايات المتّحدة. ينحدرون من مجموعة صغيرة مكونة من 800-1000 من الشّيروكي الّذين بقوا في شرق الولايات المتحدة بعد أن قام الجيش الأمريكي، بموجب قانون إزالة الهنود، بنقل خمسة عشر ألف من الشيروكي الآخرين إلى غرب نهر المسيسيبي في أواخر ثلاثينيات القرن التاسع عشر، إلى الأراضي الهندية. كان على أولئك الشيروكي المتبقين في الشّرق التّخلي عن جنسية الشّيروكي القبلية والاندماج. لقد أصبحوا مواطنين أمريكيين.
تاريخ الفرقة الشرقية تابع لتاريخ حدود كواللا، وهي عبارة عن صندوق أرضي يتكون من مساحة من أراضيهم الأصليّة. عندما أعيد تنظيمهم كقبيلة، كان عليهم إعادة شراء الأرض من حكومة الولايات المتّحدة. تمتلك الفرقة الهنديّة لهنود الشيروكي أيضًا أو تمتلك أو تحتفظ بأراضي إضافيّة في المنطقة المجاورة، وعلى مسافة تصل إلى 100 ميل (160 كـم) من حدود كواللا. الفرقة الشّرقية لهنود الشّيروكي هم أحفاد هؤلاء الأشخاص المدرجين في قائمة بيكر رولز لهنود الشّيروكي لعام 1925. لقد حصلوا على اعتراف فدرالي كقبيلة في القرن العشرين. حدود القلة ليست محميّة من النّاحية الفنّية لأن القبيلة تمتلك الأرض بالكامل.
الفرقة الشّرقية لهنود الشّيروكي هي إحدى قبائل الشّيروكي الثّلاث المعترف بها فدراليًا، والقبائل الأخرى هي أمّة الشيروكي وفرقة كيتواه المتحدة لهنود الشّيروكي، وكلاهما يقع مقرهما في أوكلاهوما. يقع المقر الرئيسي لفرقة الشرقية لهنود الشيروكي في مجتمع يحمل الاسم نفسه في شيروكي بولاية نورث كارولينا في منطقة حدود كواللا ، جنوب حديقة جبال غريت سموكي الوطنية.

## التاريخ واللغة والدين

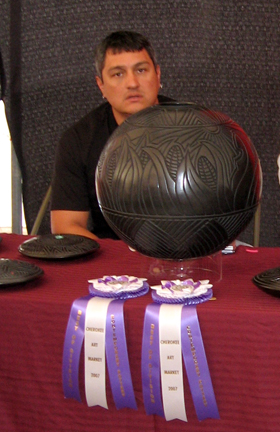
جويل كوين، نحات الفرقة الشرقية وفنان السيراميك الحائز على جوائز

ينحدر أعضاء الفرقة الشّرقية في المقام الأوّل من حوالي ثمانمئة شيروكي يعيشون على طول نهر أوكونالوفتي البعيد والذين لم يتم إخضاعهم قسراً لطريق الدّموع إلى الأراضي الهندية (أوكلاهوما الآن). تمكن الرئيس الرئيسي يوناغوسكا، بمساعدة ابنه الأوروبي الأمريكي بالتبني، ويليام هولاند توماس، من تجنب الإزالة. حافظت الفرقة الشرقية لهنود الشّيروكي على العديد من الممارسات القبلية التّقليدية. ينتمي العديد من مؤرّخي الشّيروكي البارزين إلى الفرقة الشّرقية أو هم أعضاء فيها.
تسالي (شخص) عارض الإزالة. وبقي في أراضي الشّيروكي التّقليدية مع مجموعة صغيرة قاومت الجيش الأمريكيّ وحاولت إحباط عمليّة الإزالة. تمّ القبض على تسالي في النّهاية. تمّ إعدامه من قبل الولايات المتحدة مقابل حياة الفرقة الصغيرة التي كان يحميها. سُمح لهم بالبقاء في وطن الشيروكي، بشرط أن يتخلوا عن جنسية قبيلة الشيروكي ويندمجوا كمواطنين أمريكيين، وبالتالي كمواطنين في الولاية أيضًا.
أعيد تنظيم أحفادهم في القرن العشرين وحصلوا على اعتراف فيدرالي كقبيلة تُعرف باسم الفرقة الشّرقية لهنود الشّيروكي (سمّيت في إشارة إلى غالبيّة القبيلة، الذين انتقلوا غربًا إلى الأراضي الهنديّة في عام 1839). لقد أعادوا شراء الأرض فيما يعرف باسم حدود كوالا، وهي جزء من أراضيهم التّقليدية التّي تمّ التّنازل عنها في القرن التاسع عشر لحكومة الولايات المتحدة من قبل قادة شيروكي آخرين قبل إزالتها.
يعرض متحف هنود الشيروكي في شيروكي بولاية نورث كارولينا مجموعة واسعة من القطع الأثريّة والعناصر ذات الأهميّة التّاريخية والثّقافية. تتراوح هذه من فترات ثقافة وودلاند وأوائل جنوب أبالاتشي في المسيسيبي، والّتي لا تزال موجودة مثل العديد من تلال المنصات الترابية في المنطقة، إلى ثقافة الشّيروكي في القرنين السادس عشر والسابع عشر.
تقوم مؤسسة كواللا للفنون والحرف اليدويّة، الواقعة بالقرب من المتحف، ببيع الحرف التّقليدية الّتي يصنعها أعضاؤها. تأسست شركة Qualla Arts and Crafts Mutual عام 1946، وهي أقدم وأهم تعاونيّة للحرف اليدوية الأمريكيّة الأصلية في البلاد.

## اللغة المعاصرة والدين

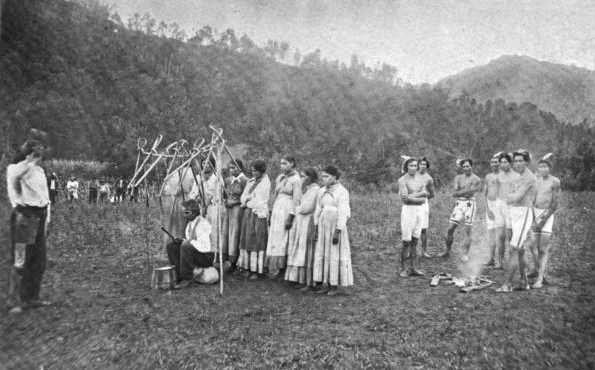
رقصة كرة العصا على حدود Qualla. 1897.

توجد أكثر من عشرين كنيسة مسيحية من مختلف الطوائف داخل حدود كواللا. مع مرور الوقت، امتزجت العديد من الممارسات الدّينية التّقليدية للفرقة الشّرقية مع وجهات نظر وعادات العصر الجديد وفقًا لتقاليد الشّيروكي. لقد تباعدوا نتيجة للعزلة الثّقافية لمختلف فصائل مجتمع الشّيروكي. ولا تزال الفرقة الشّرقية تمارس العديد من الرّقصات والاحتفالات التقليدية.
بدأت الفرقة الشّرقية برنامجًا للانغماس في اللغة يتطلب من جميع خريجي المدارس الثّانوية التّحدث باللغة القبلية بدءًا من عام 2007. من بين إجمالي السكان في حدود كواللا، هناك ما يقرب من تسعمئة متحدث، 72% منهم فوق سن الخمسين.

## صندوق شرق شيروكي الهندي للأراضي (حدود كوالا)

موقع صندوق الأراضي الهندية الشرقية شيروكي

تقع أرض الأمة الهندية الشرقية لشيروكي، والمعروفة رسميًا باسم Qualla Boundary، في غرب ولاية كالورينيا الشمالية.

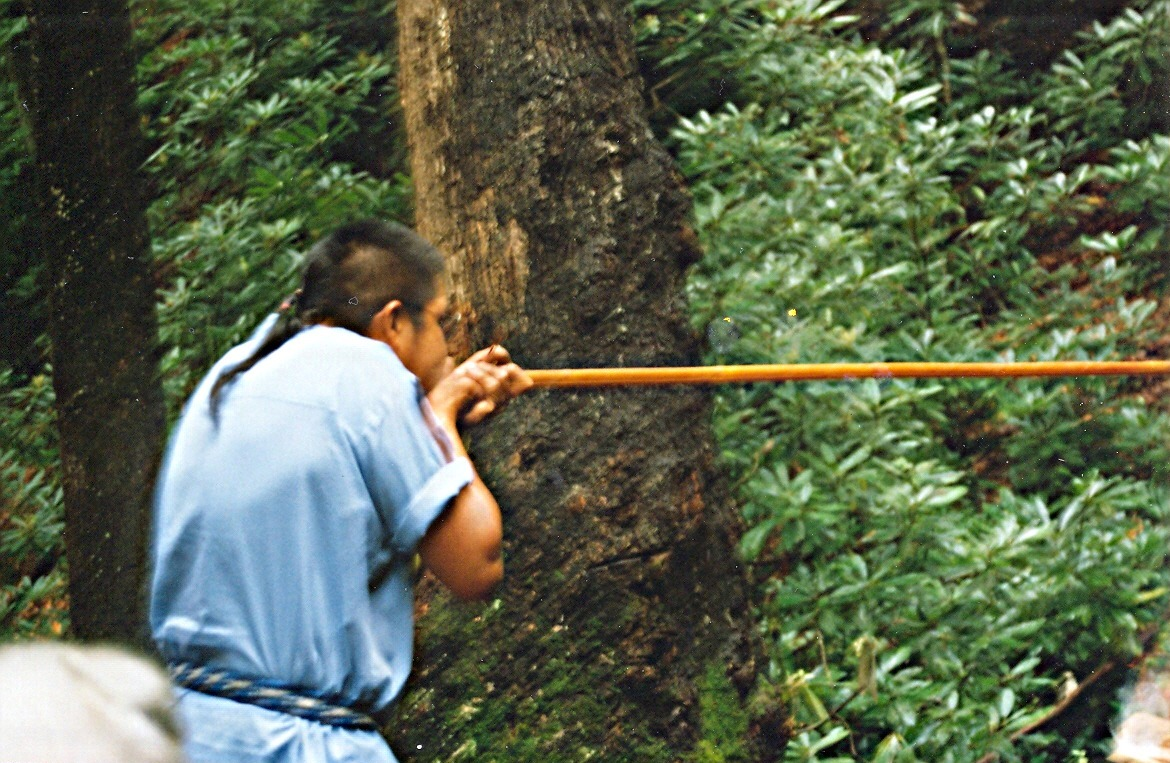
مظاهرة بالبنادق النفخية في قرية أوكونالوفتي الهندية ، شيروكي، كارولاينا الشمالية

## السياحة الترفيهية
حدود كواللا ليست محميّة بشكل صارم، بل هي "صندوق أرض" يشرف عليه مكتب الولايات المتّحدة للشؤون الهنديّة. الأرض جزء من الموطن الأصليّ الممتدّ لأمة الشّيروكي، والّذي امتدّ ذات يوم من غرب فيرجينيا وشمال وجنوب كارولينا، ومن الغرب إلى جنوب شرق ولاية تينيسي الحالية وشمال شرق ألاباما. في القرن التاسع عشر، اضطّر النّاس إلى شراء أراضيهم لاستعادتها بعد أن استولت عليها حكومة الولايات المتّحدة من خلال التنازل عن المعاهدات، والتي تمّ التفاوض عليها جميعًا من قبل نسبة صغيرة من الشيروكي المندمجين.
واليوم تجني القبيلة معظم إيراداتها من مزيج من الأموال الفيدرالية وأموال الولاية، والسّياحة، وكازينو هارا شيروكي، الذي أنشئ في أوائل التسعينيات. يتم توجيه إيرادات الألعاب نحو التّنمية الاقتصادية، فضلاً عن الرّفاهية القبلية ودعم المبادرات الثّقافية، مثل برنامج الانغماس في الّلغة وتطوير برامج الحفاظ على التّراث التّاريخي.
توفر السّياحة في المنطقة أيضًا العديد من المخيّمات والمسارات والمغامرات النّهرية وركوب الدّراجات الجبليّة وصيد الأسماك والغولف والمنتجعات الصحيّة ومتنزه غريت سموكي ماونتينز الوطني وطريق بلو ريدج باركواي والدراما التاريخية الخارجية إلى هذه التلال وقرية أوكونالوفتي الهندية وحديقة شيروكي النباتية والطبيعة. تريل ومتحف هنود الشيروكي الحائز على جوائز وحدائق الحيوان والمطاعم ومجموعة من المعارض والمحلات التجارية التي تمثل الفنانين التقليديين المتميزين.

## علاقات الألعاب مع ولاية كارولينا الشمالية
عام 1988، أصدر كونغرس الولايات المتحدة قانون تنظيم الألعاب الهندية (IGRA)، والذي سمح للقبائل المعترف بها فدراليًا بإنشاء كازينوهات على الممتلكات القبليّة. وبموجب هذا القانون، تقتصر القبائل على تقديم ألعاب الكازينو التي تتوافق مع المستوى الحاليّ من الألعاب المسموح به بموجب قانون الولاية. كانت ولاية كارولينا الشمالية فريدة من نوعها بالسّماح لشيروكي بإنشاء كازينو يقدم ألعاب من الدرجة الثالثة عام 1994، قبل وقت طويل من سماح الولاية باليانصيب. كان النّمط النّموذجي هو أن تقدّم الولايات اليانصيب، يليه اتّفاق للسّماح بإنشاء كازينو أو أي شكل آخر من أشكال عمليّات الألعاب.
تمّ افتتاح أول كازينو رئيسيّ في ولاية كارولينا الشّمالية، هاره شيروكي (بالشراكة مع قيصر الترفيه)، في حدود كواللا في 13 من شهر نوفمبر 1997 كان الكازينو نتيجة ما يقرب من عشر سنوات من المفاوضات بين المسؤولين القبليّين والولائيّين والفدراليين. الرّئيس الرئيسي جوناثان "إد" تايلور، مسؤول الاتصال الرئيسي في ولاية كارولينا الشمالية وكبير المفاوضين ديفيد تي مكوي ، والحاكم جيم هانت طوروا خطة لكازينو يلبي قوانين الولاية ويرضي المخاوف المحلية والقبلية. تم افتتاحه خلال فترة ولاية الرئيس الرئيسي جويس دوجان (1995-1999).
أراد زعماء القبائل أن يكونوا قادرين على تقديم أكثر من لعبة البنغو وغيرها؛ لجذب حشود أكبر وتحقيق إيرادات أكبر. وكانت القبيلة قد افتتحت سابقًا كازينو صغيرًا يقدم أشكالًا من لعبة البوكر عبر الفيديو والبينغو الإلكتروني. تمّ الطّعن فيه من قبل المدّعي العام الأمريكي في آشفيل بولاية نورث كارولينا على أساس أنّ القبيلة كانت تقدّم شكلاً من أشكال المقامرة غير قانوني في أيّ مكان آخر في ولاية كارولينا الشّمالية. أرادت القبيلة التّوصل إلى اتّفاقيات مع الدّولة لمنع مثل هذه المشاكل.
منذ أن أنشأت ولاية كارولينا الشّمالية يانصيب الولاية في شهر أغسطس عام 2005، سُمح لكازينو هارا شيروكي بتوسيع نطاق ألعابه المعروضة لتشمل المقامرة من الدّرجة الثّانية والثّالثة. مع قيام الآلاف من الأشخاص بزيارة هارا كلّ عام واستمرار زيادة شعبيّة الكازينو، يتم تحقيق الفوائد الاقتصاديّة للكازينو. سنويًا، يتمّ منح ما لا يقل عن خمسة ملايين دولار من أرباح الكازينو إلى صندوق الحفاظ على شيروكي؛ تدفع هذه المؤسسة تكاليف المشاريع التي تعزّز التّنمية الاقتصادية غير المتعلّقة بالمقامرة، وتحمي البيئة، وتحافظ على تراث وثقافة الشّيروكي.  يذهب جزء آخر من أرباح الكازينو إلى تحسين الرّعاية الصحية القبلية والتعليم والإسكان وما إلى ذلك. يذهب جزء من الإيرادات إلى ولاية كارولينا الشمالية، على النحو المنصوص عليه في الاتفاقية التي صاغها تايلور وهانت.
عام 1996، تمّ إدخال التّعديل الأوّل للميثاق في السجل الفيدرالي، ممّا أدّى إلى تعيينات لجنة الألعاب، وفترات متداخلة مدّتها خمس سنوات للمفوضين، والقدرة على تعيّين مستشار قانوني مستقل بناءً على موافقة القبيلة. عام 2001، تمّ إدخال التّعديل الثّاني على الميثاق: رفع سنّ القمار من 18 إلى 21، وأثّر على المؤهلات والتعيينات في لجنة القمار بين القبيلة وحاكم ولاية كارولينا الشمالية، وأنشأ مؤسسة الحفاظ على شيروكي، وأوضح الألعاب، الجوائز والهدايا الممنوحة. في عام 2002، تم التوصل إلى اتفاقية ترخيص تسمح للقبيلة بإقامة ألعاب البنغو والسحب الإلكترونية.
عام 2011، توصّل الحاكم بيف بيردو والرّئيس الرّئيسي ميشيل هيكس [الإنجليزية] إلى اتّفاق بشأن اتّفاقية جديدة للألعاب مدتها 30 عامًا. سمحت الاتّفاقية بألعاب الطّاولة الحيّة ومنح القبيلة الحقوق الوحيدة لتوفير تلك الألعاب غرب الطريق السريع 26. وبناءً على هذا المنح الحصري، وافقت القبيلة على اتّفاقية تقاسم الإيرادات مع الدولة، على أن تستخدم الدولة الأموال فقط لأغراض التعليم العام.
28 من شهر سبتمبر عام 2015، افتتحت القبيلة كازينو الثّاني، نهر وادي شيروكي في هاره، في مورفي، كارولاينا الشمالية. في 26 من شهر يوليو 2019، وقّع الحاكم روي كوبر على مشروع قانون مجلس الشيوخ رقم 154 الذي يسمح بالمراهنة على الألعاب الرياضية وسباق الخيل في الأراضي القبلية، بعد أن شرّعت الولاية المراهنة الرّياضية في أماكن أخرى.

## خارج حدود Qualla

### الاستيلاء على التلال والمدن المقدسة
منذ أواخر القرن العشرين، استحوذت القبيلة على مواقع مقدسة مثل تل نيكواسي (2019، في فرانكلين، كارولاينا الشمالية) وتلال كوي (2007) (بمساحة 70 فدانًا) وكيتواه (1996)، الواقعة على طول نهر ليتل تينيسي. نهر. ويقدّر أن كل منها قد تم بناؤه منذ أكثر من 1000 عام. استحوذت الفرقة الشرقية لهنود الشيروكيأيضًا على تل طلولة في روبنزفيل، شمال كارولنيا في عام.
عام 2020، استحوذت مؤسسة صندوق حماية مين سبرينغ (Mainspring Conservation Trust) على 40 فدانًا تشمل تل Watauga وجزءًا من موقع Watauga Town القديم، للحفظ نيابة عن الفرقة الشرقية لهنود الشيروكي. يقع العقار بين Nikwasi المنبع وCowee المصب.
تعمل الفرقة الشرقية لهنود الشيروكي مع المنظمات غير الرّبحية المحلية، مثل صندوق Mainspring Conservation Trust، وجامعة ويسترن كارولينا، والحكومات المحلية لتطوير "Nikwasi Trail"، مع تسليط الضوء على طريق على طول نهر Little Tennessee. يُعرف هذا رسميًا باسم ممر نيكواسي-شيروكي الثّقافي والتّراثي، ويبدأ في مقاطعة ماكون بولاية نورث كارولينا، حيث يدخل النّهر من جورجيا. في عام 2018، قامت المجموعات الشّريكة بتركيب واجهة عرض مع لوحات تفسيريّة عبر النّهر من موقع تلّة Cowee. هذا هو الموقع المقدّس الثّاني على هذا الممر المتجه شمالاً من فرانكلين. ومن المقرر المزيد من تسليط الضوء على هذه المواقع وتفسيرها، فيما يتعلق بالأنشطة ذات الصلة على طول هذا الطريق.
منذ عام 2011، تتعاون الفرقة الشرقية لهنود الشيروكي أيضًا مع الجامعات الإقليمية، ومؤسّسة الحفاظ على شيروكي، ومؤسّسة ديوك للطّاقة فيما يسمّى "مشروع تلال ومدن ولاية كارولينا الشّمالية الغربية". وكجزء من هذا، قامت جامعة كارولينا الغربية، وبرنامج Coweeta للأبحاث البيئيّة طويلة المدى في جامعة جورجيا، ومكتب الحفاظ على التاريخ القبلي التابع لفرقة الشرقية لهنود الشيروكي، بالتواصل مع أفراد القبائل، فيما يوصف بعلم الآثار الأصلي. تدمج البيانات التّي تمّ جمعها المعرفة القبليّة، بالإضافة إلى المعلومات من نظم المعلومات الجغرافية والتقنيات غير الغازية والحفريات وعلم الآثار والأنثروبولوجيا. وقد مكن هذا القبيلة من الحصول على سجل أفضل للتلال، مع بيانات الموقع والبيانات الزمنية لاستخدامها. ولأن هذه التلال كانت عرضة للنهب في الماضي، فإن القبيلة تحافظ على سرية مواقع معظم التلال من أجل الحفاظ عليها.

### كيتواه ذ م م
تأسّست شركة Kituwah المحدودة المسؤولية (LLC) عام 2019 لإطلاق أو الاستحواذ على أعمال تجاريّة للمساعدة في تنويع إيرادات القبائل خارج نطاق الألعاب. تركز Kituwah على التّطوير العقاري والتّرفيه والضّيافة والخدمات المهنية. في نفس العام، اشترت كيتواه 200 أكر (81 ها) في سيفيرفيل، تينيسي مقابل 13.5 مليون دولار؛ المستأجر الأول هو أن يكون Buc-ee's، مع فندق Courtyard by Marriott المستقبلي وبار للمراهنات الرياضية. في عام 2022، بدأت المناقشات مع شركة المتنزهات التاريخية Puy du Fou بشأن شراكة محتملة في موقع Sevierville.
تحتفظ Kituwah أيضًا بإدارة وعمليّات Cherokee Cinemas وفي عام 2020 استحوذت على شركة Cardinal Homes Inc. ومقرها Wylliesburg، فيرجينيا، وهي شركة بناء منازل معياريّة، مقابل 5.8 مليون دولار. 

### إي بي سي آي القابضة، ذ.م.م
تأسست الفرقة الشرقية لهنود الشيروكي القابضة في عام 2020، وهي شركة ذات مسؤولية محدودة تهدف إلى تنويع ممتلكات القبيلة في مجال الألعاب التّجارية والضّيافة. تم دمج كل من منتجع كازينو Harrah's Cherokee Casino ونهر Harrah's Cherokee Valley تحت شركة الفرقة الشرقية لهنود الشيروكي القابضة وفي عام 2021 اشترت أول كازينو لها خارج ولاية كارولينا الشّمالية، Caesars Southern Indiana مقابل 250 مليون دولار.
في شهر ديسمبر عام 2021، أعلنت الشّركة القابضة عن إنشاء صندوق "حاضنة تكنولوجيا الألعاب"، حيث سيستثمرون في الشّركات النّاشئة في مجال المقامرة. في شهر أغسطس لعام 2022، أعلنت الفرقة الشرقية لهنود الشيروكي القابضة عن مشروع مشترك مع Caesars Entertainment في مشروع بقيمة 650 مليون دولار لتطوير Caesars Virginia، في دانفيل، فيرجينيا، المقرّر افتتاحه في أواخر عام 2024 في نوفمبر 2022، وافقت لجنة كنتاكي لسباق الخيل على خطوة للسماح لشركة EBCI Holdings بحصة أقلية بنسبة 48٪، 25 مليون دولار، في مضمار ربع الخيول في كانونسبيرغ، كنتاكي ، المقرر افتتاحه بحلول عام 2024

## الالتحاق والحكومة
لكي تكون عضوًا معترفًا به في الفرقة الشرقية لهنود الشيروكي، يجب أن يكون لديك سلف مباشر يظهر في قائمة بيكر رول لعام 1924 للفرقة الشّرقية لهنود الشّيروكي، ويجب أن يمتلك المرء ما لا يقل عن 1/16 درجة من دماء الشّيروكي الشّرقية لتلبية متطلبات القبيلة. متطلبات كمية الدّم. هذا يختلف عن Cherokee Nation of Oklahoma، التي ليس لديها متطلبات لكمية الدّم إذا كان لديك سلف مسجّل في Dawes Rolls (التي سجلت كمية الدّم والعرق المفترضة أو المقدرة)، وهي لفّة أقدم من لفة بيكر عام 1924. تشبه الفرقة الشرقية لهنود الشيروكيفرقة United Keetoowah Band of Cherokee، والتي تتطلّب أيضًا كمية الدّم.
عارضت قبائل الفرقة الشرقية لهنود الشيروكي وغيرها من قبائل الشّيروكي المعترف بها على المستوى الفيدرالي الاعتراف بالقبائل الأخرى، مثل قبيلة لومبي. يقول مارك إدوين ميلر في عمله أنّه حتى "ما يسمّى بالقبائل" ذات السّلالة "البحتة مثل القبائل الخمس التي لا تتطلّب كميّة دم، تحرس بغيرة بعض الرّوابط الوثائقيّة المثبّتة بالدّم مع أسلاف بعيدين. ومع ذلك، فقد أثبت هذا المعيار أنه مزعج بالنّسبة للمجموعات الجنوبية الشّرقية [التي تسعى إلى الاعتراف الفيدرالي]، أكثر من أي شرط منفرد من متطلبات BIA ، بسبب اعتماده على السجلات غير الهندية والطبيعة المشوشة (والمربكة) للوثائق الباقية."
تنقسم حكومة الفرقة الشرقية لهنود الشيروكي إلى ثلاثة فروع: التّنفيذية والتّشريعية والقضائية. وتتكون هذه من الرئيس الرئيسي ونائب الرئيس، والمجلس القبلي المكون من غرفة واحدة ، ومحاكم الشيروكي. يحدد قانون مراسيم الفرقة الشرقية لهنود الشيروكي هيكل ووظيفة الحكومة القبلية.
تُجرى الانتخابات في السّنوات الفرديّة، حيث تجرى الانتخابات التّمهيدية في أوّل يوم خميس من شهر يونيو والانتخابات العامّة في أول خميس من شهر سبتمبر. لكي يكون الشّخص ناخبًا مؤهلاً للمشاركة في الانتخابات، يجب أن يكون: عضوًا مسجلاً في الفرقة الشرقية لهنود الشيروكي؛ وأن يبلغ من العمر 18 عامًا على الأقل في تاريخ إجراء الانتخابات المعمول بها؛ ومسجّل لدى مجلس انتخابات شيروكي.

### السلطة التنفيذية
يخضع الفرع التّنفيذي لـ EBCI للفصل 117، المادة الأولى من قانون مراسيم الفرقة الشرقية لهنود الشيروكي. يتم انتخاب كل من الرّئيس الرّئيسي ونائب الرّئيس لمدة أربع سنوات عن طريق انتخابات عامة. تتمثل واجبات كلا المسؤولين المنتخبين في تمثيل حقوق القبيلة ومصالحها وأراضيها وأموالها والدّفاع عنها أمام أي لجنة تشريعية أو هيئة تابعة للحكومة الفيدرالية أو حكومات الولايات. يتمتع الزّعيم الرّئيسي أيضًا بسلطة النّقض على أي قرار أو مرسوم يصدره المجلس القبلي؛ ويمكنه تعيين أمناء الأقسام الحكوميّة وأعضاء المنظمات التالية: لجنة شرطة شيروكي، ومجلس التّنمية الاقتصادية في كيتواه، ولجنة الألعاب القبلية.

### السلطة التشريعية
يتكون المجلس القبلي من مجلس واحد من اثني عشر عضوًا، مع ممثلين اثنين منتخبين من كل مجتمع، باستثناء مقاطعة شيروكي وسنوبيرد، الّتي تشترك في ممثلين اثنين. وتأتي سلطتها في التّشريع وإجراء التّحقيقات وجلسات الاستماع من الفصل 117، المادة الثّانية من قانون مراسيم الفرقة الشرقية لهنود الشيروكي. كما أن لديها السّلطة والسّلطة الوحيدة للموافقة على التّنازل ونقل حقوق الملكيّة على أراضيها بين أعضائها ولها صلاحيّات شبه قضائية لحل النّزاعات. ويمكن للمجلس القبلي أيضًا تجاوز حق النقض بأغلبية الثلثين، ويمكنه مراجعة بعض التعيينات من قبل الزعيم الرئيسي. يتم انتخاب الأعضاء لمدة عامين ويتم تعيينهم في المجالس واللجان، والتي تشمل التخطيط والأعمال والأراضي وخدمات المجتمع والقوى العاملة والاستثمار والتعليم والإسكان.

### القضاء
تستمد محاكم الشّيروكي سلطتها من الفصل السّابع من قانون مراسيم الفرقة الشّرقية لهنود الشيروكي؛ وتتكوّن من محكمة عليا واحدة (رئيس قضاة وقاضيان مساعدان)، ومحكمة ابتدائية واحدة (رئيس قضاة وقاضيان مساعدان)، ومحاكم ابتدائية أخرى ذات اختصاص قضائي خاص كما ينص عليها القانون (مثل محكمة الأحداث). يتم تعيين جميع القضاة بناء على ترشيح الرّئيس الرّئيسي، وتأكيده من قبل المجلس القبلي. يتمتع رئيس القضاة ورئيس القضاة والقضاة المساعدون في المحاكم الابتدائية ذات الاختصاص الخاص بفترة ولاية مدّتها ستّ سنوات ويحقّ لهم إعادة التّعيين، في حين أن القضاة المساعدين والقضاة المساعدين في المحكمة الابتدائية لديهم فترات مدتها أربع سنوات ويحقّ لهم إعادة التّعيين.

## أعضاء بارزون
- العودة تشيلتوسكي (1907–2000)، نحات خشب ومعلم
- أماندا كرو (1928–2004)، نحاتة ومعلمة
- جويس دوغان (حوالي 1952–)، معلمة ورئيسة المدرسة، وأول امرأة يتم انتخابها لهذا المنصب
- تشارلز جورج (1932–1952)، حائز على وسام الشرف
- شان جوشورن (1957–2018)، فنان تشكيلي
- ميرتل درايفر جونسون (1944–)، المرأة المحبوبة والمترجمة
- نمرود جاريت سميث (1837–1893)، الرئيس الرئيسي
- ريتشارد سنيد (1967–)، الرئيس الرئيسي
- لوتي كوين ستامبر (1907–1987)، صانعة سلال ومعلمة
- أماندا سويمر (1921–2018)، خزفية، حصلت على لقب المرأة المحبوبة
- ويليام هولاند توماس (1805–1893)، الرئيس الرئيسي
- إرميا وولف (1924–2018)، نحات حجر شيروكي، لاعب كرة العصا، راوي قصص، مخضرم، ورجل محبوب
- ويل ويست لونج (1869–1947)، صانع أقنعة شيروكي، ومترجم، ومؤرخ ثقافي شيروكي.

## أنظر أيضا
- 2023 إجراء تقنين الفرقة الشرقية لهنود الشيروكي للماريجوانا
- شيروكي وان فيذر ، صحيفة تخدم المجتمع
- Stickball (أمريكي أصلي)
- مؤسسة الحفاظ على شيروكي
- هارا شيروكي
- أكاديمية كيتواه الجديدة